# مانوئلا استلماخ
مانوئلا استلماخ (آلمانی: Manuela Stellmach؛ زادهٔ ۲۲ فوریهٔ ۱۹۷۰) شناگر اهل آلمان شرقی است.